# Marko Vukasović
Marko Vukasović (czarnog. cyr. Марко Вукасовић, ur. 10 września 1990 w Cetynii) – czarnogórski piłkarz grający na pozycji defensywnego pomocnika w serbskim klubie Proleter Nowy Sad.
Jego młodszy brat Mladen, również jest piłkarzem.